# Guy Liddell
Guy Maynard Liddell (Londen, 8 november 1892 – aldaar, 3 december 1958) was een lid van de Britse geheime inlichtingsdiensten.

## Levensloop
Liddell was een zoon van kapitein Augustus Frederick Liddell een gepensioneerd officier van de artillerie en van Emily Shinner, die al overleed toen Guy acht was. Een oudere broer van Guy was kapitein Cecil Frederick Joseph Liddell, die vanaf 1939 hoofd was van de MI5-afdeling voor Ierland. 
Guy was een getalenteerd cellist en ging verder het instrument aanleren in Duitsland, in het vooruitzicht van een beroepscarrière, tot de Eerste Wereldoorlog in 1914 uitbrak. Hij werd soldaat bij de artillerie en vocht gedurende de hele oorlog.
Nadien werd hij aangeworven door Scotland Yard. In samenwerking met de Special Branch en met Buitenlandse Zaken was hij betrokken bij het opbreken van een Sovjetspionagegroep.
Hij trouwde in 1926 met Calypso Baring, dochter van Cecil Baring, baron Revelstoke en van Maude Louise Lorillard. Ze kregen vier kinderen: Peter Lorillard Liddell (1927–2004), Elizabeth Gay Liddell (°1928), Juno Liddell (1930–1968) en Maude Liddell (°1931).
In oktober 1931 sloot hij zich aan bij MI5 en werd er een expert wat betreft de subversieve activiteiten van de Sovjet-Unie. In 1936 reisde hij naar de Verenigde Staten en dankzij informatie die hij aan J. Edgar Hoover meedeelde, kon de FBI een groep van Duitse spionnen opdoeken.

## Tweede Wereldoorlog
Na het uitbreken van de Tweede Wereldoorlog ontsloeg eerste minister Winston Churchill het hoofd van MI5. Hij benoemde Liddell als directeur van de divisie B, gelast met de contraspionage, met als onmiddellijke medewerkers Dick Wright en Anthony Blunt. De divisie behaalde al onmiddellijk succes door het ontdekken en verwijderen van een spion voor de Sovjets op de Amerikaanse ambassade.
Een van zijn agenten was Duško Popov, die hem een document van de Duitse Abwehr bezorgde die suggereerde dat de Japanners de Verenigde Staten zouden aanvallen in Pearl Harbour. Liddell zond Popov met het nieuws naar J. Edgar Hoover, die echter het bericht niet ernstig nam. Later kwam er kritiek op Liddell, omdat hij het bericht niet meteen ook aan de inlichtingendiensten van de Navy had overgemaakt.
In 1943 kwam een einde aan zijn ongelukkig huwelijk, toen zijn vrouw hem verliet en naar de Verenigde Staten vertrok. Hij moest daarop een jarenlang gevecht voeren om de voogdij over de kinderen te behouden.

## Latere carrière
Na de Tweede Wereldoorlog werden geruchten verspreid dat Liddell een dubbelagent was. Onder meer om die reden werd hij niet bevorderd tot directeur-generaal van MI5 in opvolging van David Petrie en werd Percy Sillitoe benoemd. Liddell werd adjunct-directeur-generaal. De geruchten staken opnieuw de kop op nadat een goede vriend van Liddell, Guy Burgess, naar de Sovjets was overgelopen. Er werd ook op gewezen dat hij nauw had samengewerkt met Kim Philby en Anthony Blunt. Toen in 1953 een intern onderzoek zijn gang ging, ging hij met vervroegd pensioen. Hij werd de hoofdveiligheidsadviseur bij de Atomic Energy Authority. In 1958 overleed hij aan hartfalen.
In 1979 bekende Goronwy Rees een Sovjetspion te zijn geweest en vernoemde Liddell als een van de vijf leden van de Cambridgering. Later vrijgekomen documenten pleitten Liddell hiervan vrij, wat niet belet dat hem in sommige kringen een zekere naïviteit in  zijn vriendschappen werd verweten. De auteur Nigel West (Rupert Allason) resumeerde het als volgt: His unwise friendships and his preference for homosexual company, posthumously wrecked his reputation as a shrewd intelligence professional.
Auteur John Costello in Mask of Treachery bleef er echter bij dat Liddell volgens hem de meest succesvolle mol van allen was geweest. De publiek geworden KGB-archieven hebben dit niet bevestigd.

## De oorlogsdagboeken
Liddell hield tijdens de Tweede Wereldoorlog bijna dagelijks een dagboek bij. Een halve eeuw na zijn dood werd een publicatie ervan verzorgd door de historicus en politicus Rupert Allason (pseudoniem Nigel West).
- Nigel WEST (Rupert ALLASON), The Guy Liddell Diaries: 1939-1942, deel 1, Frank Cass Publishers, 2005, ISBN 978-0-415-35213-0.
- Nigel WEST (Rupert ALLASON), The Guy Liddell Diaries: 1942-1945, deel 2, Routledge (uitgeverij), 2005, ISBN 978-0-415-35215-4.